# Gregor Gazvoda
Gregor Gazvoda (Maribor, 15 ottobre 1981) è un dirigente sportivo ed ex ciclista su strada sloveno. Già attivo tra gli Elite UCI dal 2004 al 2018, dal 2019 riveste il ruolo di direttore sportivo.

## Palmarès

### Strada
- 2002 (Juniores, una vittoria)

8ª tappa Olympia's Tour (cronometro)
- 2005 (Perutnina Ptuj, due vittorie)

7ª tappa Vuelta a Cuba (Ciego de Ávila > Sancti Spíritus)
Campionati sloveni, Prova a cronometro
- 2008 (Perutnina Ptuj, quattro vittorie)

4ª tappa Circuit des Ardennes (cronometro)
Velika Nagrada Ptuja
Campionati sloveni, Prova a cronometro
Tour of Vojvodina II
- 2010 (Arbö KTM-Gebrüder Weiss, due vittorie)

Campionati sloveni, Prova a cronometro
2ª tappa Tour of Qinghai Lake (Tongren > Xunhua)
- 2011 (Perutnina Ptuj, quattro vittorie)

Lavanttaler Radsporttage
3ª tappa Tour of Qinghai Lake (Lago Qinghai > Bird Island)
Classifica generale Tour of Qinghai Lake
Tour of Vojvodina I
- 2014 (Gebrüder Weiss-Oberndorfer, una vittoria)

Campionati sloveni, Prova a cronometro

## Piazzamenti

### Grandi Giri
- Giro d'Italia

2012: 134º

### Classiche monumento
- Giro delle Fiandre

2012: ritirato
- Parigi-Roubaix

2012: fuori tempo massimo

### Competizioni mondiali
- Campionati del mondo

Verona 2004 - Cronometro Elite: 33º
Madrid 2005 - Cronometro Elite: 25º
Salisburgo 2006 - Cronometro Elite: 25º
Stoccarda 2007 - Cronometro Elite: 56º
Varese 2008 - Cronometro Elite: 35º
Mendrisio 2009 - Cronometro Elite: 48º

### Competizioni europee
- Campionati europei

Bergamo 2002 - Cronometro Under-23: 20º
Bergamo 2002 - In linea Under-23: 87º
Atene 2003 - Cronometro Under-23: 32º
- Giochi europei

Baku 2015 - In linea Elite: ritirato